# Ярцов, Филипп Иванович
Фили́пп Ива́нович Я́рцов (около 1732 — 22 июля 1807, Воронеж) — русский административно-государственный деятель XVIII века, обер-секретарь Военной коллегии, затем воронежский вице-губернатор, председатель Воронежской казённой палаты, генерал-майор (1783).

## Биография
Родился около 1732 года.
В службе с 1746 года. В 1752 году — подканцелярист, позднее — секретарь Санкт-Петербургской Главной полицеймейстерской канцелярии.
В 1760—1761 годах — секретарь Юстиц-конторы, в первой половине 1762 года — Уложенной комиссии, со второй половины того же года — секретарь четвёртого департамента Правительствующего Сената. В 1769 году произведён в коллежские советники, в 1773 году «переименован полковником» и назначен обер-секретарём Государственной Военной коллегии.
В начале 1779 года произведён в бригадиры и назначен к определению в вице-губернаторы.
С 1779 года — поручик правителя Воронежского наместничества (генерал-поручика И. А. Потапова, в 1793 года — генерал-майора О. И. Хорвата), председатель Воронежской казенной палаты. 28 июня 1783 года произведён в генерал-майоры.
Указом от 25 октября 1793 уволен в отставку за старостью, а «в уважение долговременной его службы повелено ему производить по смерть нынешнее его жалованье».
Умер 22 июля 1807 года в Воронеже.

## Семья
Отец — Иван Иванович Ярцов (род. около 1690 — ум. до 1758), костромской дворянин, старший брат свияжского воеводы Б. И. Ярцова, служил копиистом в Мануфактур-коллегии.
Мать — Екатерина Митрофановна Ярцова (около 1692 — 13 июля 1777 года, Санкт-Петербург).
Первая жена — Наталья Ивановна Таушева (около 1742 — 17 июля 1776 года, Санкт-Петербург), дочь секретаря Санкт-Петербургского Главного магистрата Ивана Федоровича Таушева. Обвенчаны 31 мая 1758 года в церкви Святого Апостола Андрея Первозванного на Васильевском острове.
Дети от первого брака:
- Елизавета (4 июня 1760), замужем за Семёном Ивановичем Есаковым (1740—1826), мать С. С. Есакова, однокашника А. С. Пушкина.
- Александра (12 апреля 1762), замужем за надворным советником князем Алексеем Александровичем Волконским (1753—1813), советником Воронежского наместнического правления (1784—1798).
- Мария (1 июня 1764 — после 1826), не позднее 1782 г. вышла замуж за воронежского обер-провиантмейстера М. С. Чайковского (ок. 1750—1812), в дальнейшем губернского прокурора в Харькове (1786—1800) и Могилёве (1802—1803), председателя Херсонской палаты гражданского суда (1804—1810), с 1810 — вице-губернатора в Екатеринославе, статского советника.
- Марфа (около 1766 — после 1812), в 1785 году окончила Смольный институт в 4-м выпуске[3], в 1812 г. «дочь генерал-майора Марфа Ярцова» испрашивала в Москве пособие как пострадавшая от нашествия неприятеля.
- Анна (3 марта 1767 — 23 апреля 1791), окончила Смольный институт вместе с сестрой Марфой, замужем за генерал-майором князем В. А. Урусовым (1751 — между 1816 и 1832), внуком графа Б. П. Шереметева[4].
- Иван (31 декабря 1768 — 29 июля 1774).
- Екатерина (3 октября 1770).
- Татьяна (8 января 1772); замужем за поручиком Безгиным.
- Надежда (23 июля 1773 — 3 июля 1774).

Вторая жена — Мария Петровна Смирнова (около 1755 — 20 июля 1779, Санкт-Петербург), дочь секретаря Иностранной коллегии. Обвенчаны 29 июля 1777 года в Андреевском соборе. Поручителем по женихе был свояк по покойной первой жене статский советник Матвей Красильников, муж Татьяны Ивановны Таушевой, сын астронома А. Д. Красильникова, дед поэта А. А. Дельвига. Два года спустя 25-летняя Мария Петровна также скончалась.
Сын от второго брака — Николай (8 мая 1778).
Третья жена — «дворовая его девка» Матрёна Кондратьева. Впоследствии «дочь генерал-майора» Марфа Ярцова обращалась к епископу Воронежскому и Черкасскому Арсению, а затем в Святейший Синод с просьбой признать незаконным брак «отца ее Филиппа Ярцова с Матрёной Кондратьевой по причине его слабоумия» («Та Матрёна, воспользовавшись случаем, употребила пронырство своё на сочетание с ним браком… Больного моего покойного отца в беспамятстве его 24 апреля сего 1807 года вывезли в здешнюю Крестовоздвиженскую церковь…»), однако получила отказ.